# Milan Kadlec (Radsportler, 2004)
Milan Kadlec (* 27. April 2004 in Prag) ist ein tschechischer Radrennfahrer.

## Sportlicher Werdegang
Als Junior war Kadlec Mitglied der tschechischen Nationalmannschaft und nahm an internationalen Meisterschaften und Rennen des UCI Men Juniors Nations’ Cup teil. 2021 gewann er die Erstausgabe des slowakischen Etappenrennens Medzinárodné dni cyklistiky Dubnica nad Váhom (Internationale Radsporttage Dubnica nad Váhom), 2022 eine Etappe der Saarland Trofeo. In beiden Jahren stand er auf dem Podium der nationalen Meisterschaften. Auf der Bahn wurde Kadlec bei den Bahnradsport-Europameisterschaften der Junioren/U23 2021 Junioren-Europameister im Punktefahren und Dritter im Madison mit Matyas Koblizek. Bei den Bahnradsport-Weltmeisterschaften der Junioren 2022 wurde er zusammen mit Radovan Štec Junioren-Weltmeister im Madison. Zudem sicherte er sich mehrere Titel bei den nationalen Meisterschaften.
Zur Saison 2023 wurde Kadlec Mitglied im Development Team DSM-firmenich. Seine besten Resultate in der ersten U23-Saison waren ein zweiter Etappenplatz beim Course de la Paix Grand Prix Jeseníky im Rahmen des UCI Nations’ Cup U23 sowie der zweite Platz bei den nationalen Meisterschaften im U23-Straßenrennen. 2024 musste er die Ronde de l’Oise nach einem Sturz verletzt aufgeben und fiel für den Rest der Saison aus.  
Ohne Vertragsverlängerung beim Team DSM-firmenich kehrte Kadlec zur Saison 2025 in seine Heimat zurück und wurde Mitglied im tschechischen UCI Continental Team Elkov-Kasper. 

## Familie
Milan Kadlec ist der Sohn des gleichnamigen ehemaligen tschechischen Radrennfahrers Milan Kadlec.

## Erfolge

### Bahn
- Junioren-Europameister – Punktefahren
- Junioren-Europameisterschaften – Madison (mit Matyas Koblizek)
- Tschechischer Meister – Ominium, Einerverfolgung (Junioren)

2022
- Junioren-Weltmeister – Madison (mit Radovan Štec)
- Tschechischer Meister – Scratch, Einerverfolgung (Junioren)

### Straße
2021
- Gesamtwertung und Bergwertung Medzinárodné dni cyklistiky Dubnica nad Váhom

2022
- eine Etappe Saarland Trofeo